# 希爾施山

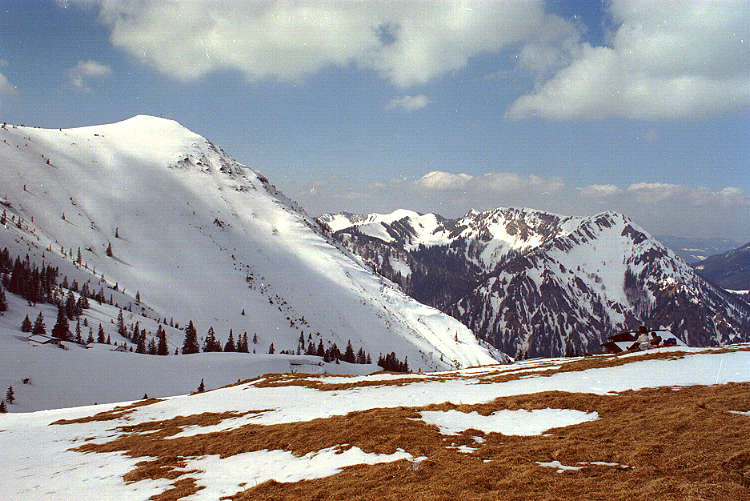

47°39′37.85″N 11°41′46.41″E / 47.6605139°N 11.6962250°E
希爾施山（德語：Hirschberg，發音：[ˈhɪʁʃˌbɛʁk] ⓘ）是德國巴伐利亞的山峰，位於該國東南部，屬於芒法爾山脈的一部分，海拔高度1,668米，每年平均降雨量1,764毫米。